# Redondo Point
Der Redondo Point (spanisch Cabo Redondo ‚Rundes Kap‘; im Vereinigten Königreich englisch Moot Point ‚Strittige Landspitze‘) ist eine kleine Landspitze an der Graham-Küste des Grahamlands auf der Antarktischen Halbinsel. Sie ragt westlich des Blanchard Ridge und nördlich der Mündung des Wiggins-Gletschers auf der Kiew-Halbinsel in die Penola Strait hinein.
Wissenschaftler einer von 1956 bis 1957 durchgeführten argentinischen Antarktisexpedition gaben ihr ihren deskriptiven Namen. Das Advisory Committee on Antarctic Names übertrug diese Benennung 1965 in einer angepassten Teilübersetzung ins Englische. Das UK Antarctic Place-Names Committee benannte sie dagegen 1959 nach dem Umstand, dass seit 1909 bis dahin strittig war, ob die Landspitze einen geeigneten Zugangspunkt zum Landesinneren bietet.